# آدم شانلر بيرات
آدم شانلر بيرات (بالإنجليزية: Adam Chanler-Berat)‏ مواليد 31 ديسمبر 1986 في مقاطعة روكلاند، هو ممثل أمريكي بدأ مسيرته الفنية سنة 2006.

## الأعمال
- بولي
- ذا غود وايف
- ديليفيري مان
- نائبة الرئيس
- الإبتدائية

## روابط خارجية
- آدم شانلر بيرات على موقع IMDb (الإنجليزية)
- آدم شانلر بيرات على موقع ميوزك برينز (الإنجليزية)
- آدم شانلر بيرات على موقع قاعدة بيانات برودواي على الإنترنت (الإنجليزية)
- آدم شانلر بيرات على موقع قاعدة بيانات الفيلم (الإنجليزية)